# Hi, Nellie!
Hi, Nellie! is een Amerikaanse dramafilm uit 1934 onder regie van Mervyn LeRoy.

## Verhaal
De redactiechef van Brad Bradshaw weigert een primeur te publiceren, waarin een verband wordt gelegd tussen de verdwijning van Frank Canfield en een financieel schandaal. Hij denkt dat Frank een eerlijk man is. Omdat de andere kranten het verhaal wel publiceren, wordt Brad door zijn uitgever gedegradeerd. Brad wil zijn baan terug. Hij gaat daarom op zoek naar de ware toedracht.

## Rolverdeling
| Acteur             | Personage      |
| ------------------ | -------------- |
| Paul Muni          | Brad           |
| Glenda Farrell     | Gerry          |
| Ned Sparks         | Shammy         |
| Robert Barrat      | Brownell       |
| Berton Churchill   | Graham         |
| Kathryn Sergava    | Grace          |
| Hobart Cavanaugh   | Fullerton      |
| Douglass Dumbrille | Dawes          |
| Edward Ellis       | O'Connell      |
| Paul Kaye          | Helwig         |
| Donald Meek        | Durkin         |
| Dorothy Libaire    | Rosa Marinello |
| Marjorie Gateson   | Canfield       |
| George Meeker      | Sheldon        |
| Harold Huber       | Leo            |